# Nati nel 1902/Settembre
| Questa pagina contiene informazioni ricavate automaticamente dalle voci biografiche con l'ausilio del template Bio e di un bot. L'aggiornamento è periodico e automatico e ricostruisce completamente la pagina. Se manca una persona in questa lista, sei pregato di non aggiungerla, ma accertati piuttosto che la sua voce biografica contenga il template Bio e che i dati anagrafici siano correttamente compilati. Se il template Bio manca, inseriscilo tu stesso o, in alternativa, metti l'avviso {{tmp\|Bio}} che ne segnala la mancanza. Se i dati riportati sono sbagliati, correggi direttamente la voce biografica; le modifiche saranno visibili in questa lista entro pochi giorni. Per chiarimenti vedi il progetto biografie. La lista contiene solo le 123 persone che sono citate nell'enciclopedia e per le quali è stato implementato correttamente il template Bio. Pagina aggiornata al 10 ago 2025. |

- 1º settembre - Dirk Brouwer, astronomo olandese († 1966)
- 1º settembre - Alexander Kevitz, scacchista statunitense († 1981)
- 1º settembre - Riccardo Morandi, ingegnere italiano († 1989)
- 2 settembre - Albert Bormann, politico e funzionario tedesco († 1989)
- 2 settembre - Attilio Conton, maratoneta italiano († 1997)
- 2 settembre - Nino D'Aroma, politico e giornalista italiano († 1982)
- 2 settembre - Angelo De Carlo, mafioso statunitense († 1973)
- 2 settembre - Norman Ferguson, animatore e regista statunitense († 1957)
- 2 settembre - Theo de Haas, calciatore olandese († 1976)
- 2 settembre - Massenzio Masia, partigiano e politico italiano († 1944)
- 3 settembre - Mantan Moreland, attore statunitense († 1973)
- 3 settembre - Karl Saller, antropologo e medico tedesco († 1969)
- 3 settembre - George F. Sprague, genetista statunitense († 1998)
- 4 settembre - Arthur Hugh Garfit Alston, botanico inglese († 1958)
- 4 settembre - Lorna Johnstone, cavallerizza britannica († 1990)
- 4 settembre - William Lyons, imprenditore e designer britannico († 1985)
- 4 settembre - Jakob Vogt, sollevatore tedesco († 1985)
- 5 settembre - Fritz-Dietlof Graf von der Schulenburg, ufficiale e funzionario tedesco († 1944)
- 5 settembre - Aleardo Simoni, ciclista su strada italiano († 1989)
- 5 settembre - Marino Tigani, scultore e pittore italiano († 1941)
- 5 settembre - Darryl F. Zanuck, produttore cinematografico statunitense († 1979)
- 6 settembre - José Arana Cruz, calciatore e allenatore di calcio peruviano
- 6 settembre - Sylvanus Olympio, politico togolese († 1963)
- 6 settembre - Achille Pintonello, ingegnere italiano († 1994)
- 7 settembre - Roy Barcroft, attore statunitense († 1969)
- 7 settembre - Antonio Carini, partigiano e antifascista italiano († 1944)
- 7 settembre - Jacques Couelle, architetto e scenografo francese († 1996)
- 7 settembre - Kim Sowol, poeta coreano († 1934)
- 7 settembre - Gheorghe Vasilichi, politico rumeno († 1974)
- 8 settembre - Ada Vera Bernstein Viterbo, stilista italiana († 1987)
- 8 settembre - Ruth Elder, aviatrice e attrice statunitense († 1977)
- 8 settembre - Edoardo Facduelle, militare e politico italiano († 1993)
- 8 settembre - Kiyoo Wadati, sismologo giapponese († 1995)
- 9 settembre - Gianni Oberto Tarena, avvocato e politico italiano († 1980)
- 9 settembre - Octave Terrienne, missionario e vescovo cattolico francese († 1994)
- 9 settembre - Fred Tootell, martellista statunitense († 1964)
- 11 settembre - Harold Anderson, allenatore di pallacanestro statunitense († 1967)
- 11 settembre - Barbecue Bob, cantante e chitarrista statunitense († 1931)
- 11 settembre - Eugène Faure, ciclista su strada francese († 1975)
- 11 settembre - Maria Fromet, attrice francese († 1967)
- 11 settembre - Ernő Goldfinger, architetto e designer ungherese († 1987)
- 11 settembre - Giuseppe Manacchini, baritono italiano († 1990)
- 11 settembre - Sten Pettersson, ostacolista e velocista svedese († 1984)
- 12 settembre - Juscelino Kubitschek de Oliveira, politico e medico brasiliano († 1976)
- 12 settembre - Marya Zaturenska, poetessa ucraina († 1982)
- 13 settembre - Aimé Durbec, calciatore francese († 1991)
- 13 settembre - Ernst Forsthoff, giurista tedesco († 1974)
- 13 settembre - Richard Paul Lohse, pittore svizzero († 1988)
- 14 settembre - Carlos Gracie, artista marziale brasiliano († 1994)
- 14 settembre - Harry Holm, ginnasta danese († 1987)
- 14 settembre - Nikolaj Il'ič Kamov, ingegnere aeronautico sovietico († 1973)
- 14 settembre - Charles T. Lanham, generale, scrittore e poeta statunitense († 1978)
- 14 settembre - Alice Tully, soprano e filantropa statunitense († 1993)
- 15 settembre - Julien Saby, rugbista a 15, allenatore di rugby a 15 e dirigente sportivo francese († 1992)
- 15 settembre - Joseph Salemi, musicista statunitense († 2003)
- 16 settembre - Jean Bourgknecht, avvocato e politico svizzero († 1964)
- 16 settembre - Franz Czernicky, allenatore di calcio e calciatore austriaco († 1973)
- 16 settembre - Mildred Harnack, critica letteraria, traduttrice e antifascista statunitense († 1943)
- 16 settembre - Ernst Joll, calciatore estone († 1935)
- 16 settembre - Halvard Lange, politico norvegese († 1970)
- 16 settembre - Attilio Mattei, calciatore italiano († 1975)
- 16 settembre - Germaine Richier, scultrice francese († 1959)
- 16 settembre - Veli Saarinen, fondista e dirigente sportivo finlandese († 1969)
- 16 settembre - Jakob Sporrenberg, generale tedesco († 1952)
- 17 settembre - Mario Bacciocchi, architetto e urbanista italiano († 1974)
- 17 settembre - Mario Balleri, canottiere italiano († 1962)
- 17 settembre - Esther Ralston, attrice statunitense († 1994)
- 18 settembre - Jorge Carrera Andrade, poeta e storico ecuadoriano († 1978)
- 18 settembre - Dino Falconi, scrittore e regista italiano († 1990)
- 18 settembre - Willy Otto Zielke, fotografo, regista e produttore cinematografico tedesco († 1989)
- 19 settembre - Ettore Agazzani, calciatore italiano († 1989)
- 19 settembre - Vladimir Petrovič Batalov, attore e regista sovietico († 1964)
- 19 settembre - Max Nosseck, regista e attore tedesco († 1972)
- 19 settembre - Jimmy Van Alen, dirigente sportivo statunitense († 1991)
- 20 settembre - Vladimír Clementis, politico slovacco († 1952)
- 20 settembre - Nunzio Filogamo, conduttore radiofonico, conduttore televisivo e attore italiano († 2002)
- 20 settembre - Vasilij Pavlovič Mžavanadze, politico sovietico († 1988)
- 20 settembre - Stevie Smith, poetessa e scrittrice inglese († 1971)
- 20 settembre - Adrienne von Speyr, mistica, medico e scrittrice svizzera († 1967)
- 20 settembre - Cesare Zavattini, sceneggiatore, giornalista e commediografo italiano († 1989)
- 21 settembre - Luis Cernuda, poeta spagnolo († 1963)
- 21 settembre - Edward Evan Evans-Pritchard, antropologo britannico († 1973)
- 21 settembre - Howie Morenz, hockeista su ghiaccio canadese († 1937)
- 21 settembre - Paul Otto Radomski, militare tedesco († 1945)
- 21 settembre - Ilmari Salminen, mezzofondista finlandese († 1986)
- 21 settembre - Toyen, pittrice e illustratrice ceca († 1980)
- 22 settembre - John Houseman, attore, produttore cinematografico e sceneggiatore britannico († 1988)
- 22 settembre - José Humberto Quintero Parra, cardinale e arcivescovo cattolico venezuelano († 1984)
- 23 settembre - Nadežda Nikolaevna Koševerova, regista cinematografica sovietica († 1990)
- 23 settembre - Ion Gheorghe Maurer, avvocato e politico rumeno († 2000)
- 23 settembre - Concezio Petrucci, architetto e urbanista italiano († 1946)
- 24 settembre - Severo Carra, calciatore italiano
- 24 settembre - Guido Chiarelli, ingegnere italiano († 1982)
- 24 settembre - Cheryl Crawford, produttrice teatrale e direttrice artistica statunitense († 1986)
- 24 settembre - Ruhollah Khomeyni, politico e imam iraniano († 1989)
- 25 settembre - Karl König, pediatra austriaco († 1966)
- 25 settembre - Ray Nazarro, regista, produttore cinematografico e sceneggiatore statunitense († 1986)
- 25 settembre - Herbert Zschelletzschky, storico dell'arte tedesco († 1986)
- 25 settembre - Ernst von Salomon, scrittore e militare tedesco († 1972)
- 26 settembre - Albert Anastasia, mafioso italiano († 1957)
- 26 settembre - Guerriera Guerrieri, bibliotecaria italiana († 1980)
- 26 settembre - Norberto Mola, direttore di coro e direttore d'orchestra italiano († 1973)
- 26 settembre - Antonius Montfoort, schermidore olandese († 1974)
- 27 settembre - Margaret Herrick, statunitense († 1976)
- 27 settembre - Balthazar De Beuckelaer, schermidore belga († 1944)
- 28 settembre - Vladimir Michajlovič Mjasiščev, ingegnere aeronautico sovietico († 1978)
- 29 settembre - Leone Boccali, giornalista italiano († 1964)
- 29 settembre - Anna Maria Brizio, storica dell'arte, critica d'arte e funzionaria italiana († 1982)
- 29 settembre - Mikel Koliqi, cardinale albanese († 1997)
- 29 settembre - Luciano Manzotti, calciatore italiano († 1977)
- 29 settembre - Jasper Maskelyne, illusionista inglese († 1973)
- 29 settembre - Sun Yaoting, cinese († 1996)
- 29 settembre - Mary Ann Venables, schermitrice britannica († 1975)
- 29 settembre - Alberto Vianello, poeta, ingegnere e bibliotecario italiano († 1977)
- 29 settembre - Maximilian von Hohenberg, nobile austriaco († 1962)
- 30 settembre - Gerónimo del Campo, calciatore spagnolo († 1967)
- 30 settembre - Victor Farvacques, calciatore francese († 1940)
- 30 settembre - Alan Mansfield, avvocato australiano († 1980)
- 30 settembre - Mario Marcazzan, critico letterario italiano († 1967)
- 30 settembre - Tito Mistrali, allenatore di calcio e calciatore italiano († 1992)
- 30 settembre - Max Neuenschwander, calciatore svizzero († 1973)
- 30 settembre - Ryūzō Shimizu, calciatore giapponese
- 30 settembre - Siegmund Warburg, banchiere tedesco († 1982)